# USS Tarbell (DD-142)
USS Tarbell (DD–142) là một tàu khu trục thuộc lớp Wickes được Hải quân Hoa Kỳ chế tạo trong giai đoạn Chiến tranh Thế giới thứ nhất, và đã tiếp tục phục vụ trong Chiến tranh Thế giới thứ hai. Nó là chiếc tàu chiến duy nhất của Hải quân Hoa Kỳ được đặt tên theo Đại tá Hải quân Joseph Tarbell (1780-1815).

## Thiết kế và chế tạo
Tarbell được đặt lườn vào ngày 31 tháng 12 năm 1917 tại xưởng tàu của hãng William Cramp & Sons ở Philadelphia, Pennsylvania. Nó được hạ thủy vào ngày 28 tháng 5 năm 1918, được đỡ đầu bởi cô Virgie Tarbell, và được đưa ra hoạt động vào ngày 27 tháng 11 năm 1918 dưới quyền chỉ huy của Hạm trưởng, Trung tá Hải quân Halsey Powell.

## Lịch sử hoạt động

### Những năm giữa hai cuộc thế chiến
Tarbell hoạt động tại khu vực dọc theo bờ Đông Hoa Kỳ cho đến tháng 9 năm 1919, khi nó được điều động sang Hạm đội Thái Bình Dương. Đặt căn cứ tại San Francisco, nó phục vụ cùng Đội khu trục 15 trực thuộc Chi hạm đội Khu trục 15 cho đến cuối tháng 1 năm 1920, khi nó gia nhập Đội khu trục 13 thuộc cùng Chi hạm đội. Sang tháng 2, cảng nhà của nó được chuyển đến Cavite ở Philippines, và đến tháng 3, chiếc tàu khu trục gia nhập Hạm đội Á Châu. Nó phục vụ tại Trạm Á Châu cho đến mùa Hè năm 1921, khi nó quay lại Hạm đội Thái Bình Dương và đặt cảng nhà tại Puget Sound. Nó tiếp tục hoạt động cùng Hạm đội Thái Bình Dương cho đến khi được cho xuất biên chế vào ngày 8 tháng 6 năm 1922 và neo đậu cùng Hạm đội Dự bị tại San Diego, California.
Tarbell được cho nhập biên chế trở lại vào ngày 29 tháng 5 năm 1930 và được phân về Đội khu trục 11 trực thuộc Hải đội Khu trục của Hạm đội Chiến trận. Cảng nhà của nó được đặt tại San Diego cho đến tháng 1 năm 1931, khi được chuyển đến Charleston, South Carolina. Tuy nhiên, nó vẫn tiếp tục nằm trong biên chế đơn vị cũ cho đến tháng 3, khi được phân về Đội khu trục 3 trực thuộc Lực lượng Tuần tiễu. Một lúc nào đó trong khoảng từ tháng 7 đến tháng 10 năm 1934, chiếc tàu khu trục chuyển cảng nhà trở lại San Diego, nhưng vẫn nằm trong thành phần Lực lượng Tuần tiễu. Đến cuối năm 1936, Tarbell quay trở lại vùng bờ Đông và được cho xuất biên chế lần thứ hai, lần này là tại Philadelphia.
Tarbell bị bỏ không cho đến khi chiến tranh nổ ra tại Châu Âu vào tháng 9 năm 1939. Để giữ cho Hoa Kỳ ở bên ngoài cuộc xung đột, Tổng thống Franklin D. Roosevelt công bố tình trạng trung lập vào ngày 5 tháng 9, và ra lệnh cho Hải quân tiến hành Tuần tra Trung lập. Một tháng sau, vào ngày 4 tháng 10 năm 1939, Tarbell được cho nhập biên chế trở lại tại Philadelphia dưới quyền chỉ huy của Hạm trưởng, Thiếu tá Hải quân Edward W. Rawlins, và hoạt động tuần tra tại khu vực Đại Tây Dương trong hơn hai năm trước khi Hải quân Nhật bất ngờ tấn công Trân Châu Cảng vào ngày 7 tháng 12 năm 1941, đẩy Hoa Kỳ vào chiến tranh.

### Thế Chiến II
Nhiệm vụ của Tarbell vẫn như trước đây: hộ tống các đoàn tàu vận tải và thực hiện tuần tra chống tàu ngầm tại khu vực Bắc Đại Tây Dương, bảo vệ các tàu buôn đi lại vượt đại dương, và hoạt động ngoài khơi các cảng duyên hải trong các nhiệm vụ cứu vớt thủy thủ đoàn các tàu bị trúng ngư lôi. Một nhiệm vụ cứu hộ như vậy diễn ra vào ngày 26 tháng 3 năm 1942, khi chiếc tàu chở dầu Dixie Arrow trúng ngư lôi ngoài khơi Cape Hatteras, North Carolina, và trinh sát của Tarbell nhìn thấy pháo hiệu cầu cứu lúc 09 giờ 00. Nó lập tức đi hết tốc độ, đến hiện trường tấn công chỉ một giờ rưỡi sau đó, thả mìn sâu đánh đuổi mọi tàu ngầm U-boat còn lãng vãng chung quanh rồi cứu được 22 người sống sót. Sau những nỗ lực vô vọng nhằm tìm kiếm tàu ngầm đối phương, nó tiễn những người sống sót lên bờ tại Morehead City, North Carolina.
Vào tháng 5 năm 1942, chiếc tàu khu trục bắt đầu giúp vào việc giám sát số tàu chiến của phe Vichy Pháp còn lại tại vùng biển Caribe. Nhằm đảm bảo các tàu chiến Pháp này không bị chuyển cho Đức Quốc xã, cũng như phù hợp với Tuyên bố Panama theo đó không chuyển giao sở hữu của châu Âu tại châu Mỹ cho mọi thế lực không phải ở châu Mỹ, nó được giao nhiệm vụ tuần tra chung quanh Pointe-à-Pitre, đảo Grand Terre, Guadeloupe, với mục tiêu đặc biệt là chiếc tàu tuần dương huấn luyện cũ Jeanne d'Arc.
Nhiệm vụ cứu hộ vẫn tiếp tục cùng với nhiệm vụ giám sát. Vào ngày 16 tháng 5, Tarbell cứu vớt 24 thành viên thủy thủ đoàn của chiếc Lammont Dupont, trúng ngư lôi bốn ngày trước đó ngoài khơi New York. Vào chiều tối ngày 25 tháng 5 tại San Juan, Puerto Rico, nhận được tin tức về một vụ tấn công U-boat nhắm vào tàu chị em Blakeley, nó vội vã lên đường, hấp tấp đến mức hai sĩ quan và 13 thủy thủ của nó bị bỏ lại Puerto Rico. Ngày hôm sau, nó đón tám thủy thủ của Blakeley bị thương tại Martinique, rồi tham gia vào việc truy tìm chiếc tàu ngầm U-boat cho đến xế trưa ngày 27 tháng 5. Đến ngày 2 tháng 6, nó cứu vớt 19 thành viên thủy thủ đoàn của chiếc Alegrete. Hai ngày sau, chiếc tàu khu trục nhìn thấy những người sống sót của chiếc M.F Elliot đang bị chìm, và vớt được 31 người.
Sau các nhiệm vụ hộ tống khác tại vùng biển Caribe và vịnh Mexico, Tarbell bắt đầu hộ tống các đoàn tàu vận tải vượt Đại Tây Dương từ giữa tháng 5 năm 1943. Chuyến hải hành đầu tiên là hộ tống cho Đoàn tàu UGS-9 vốn được tăng cường một phương tiện mới nhất trong chiến tranh chống tàu ngầm: tàu sân bay hộ tống. Đoàn tàu đi đến Casablanca an toàn vào ngày 15 tháng 6; và nó quay trở về New York để sửa chữa và tiến hành huấn luyện trước khi tham gia một đoàn tàu vận tải khác hướng đến Casablanca vào tháng 8. Sau khi quay trở về New York, nó tham gia các hoạt động hộ tống tại chỗ cho đến ngày 22 tháng 10, khi nó rời New York cùng với tàu sân bay hộ tống Croatan và các tàu chị em Lea và Upshur bảo vệ một đoàn tàu vận tải khác. Đơn vị đi ngang qua Bermuda, nơi có Albemarle cùng gia nhập, và đi đến Casablanca vào ngày 3 tháng 11. Sau một chuyến đi ngắn đến Gibraltar, Tarbell quay trở về vào ngày 10 tháng 11, vượt Đại Tây Dương và về đến cảng New York vào ngày 21 tháng 11.
Trong tháng tiếp theo, nó được bảo trì và huấn luyện ôn tập, cũng như trải qua đợt huấn luyện nhân sự tương lai cho loại tàu chiến kiểu khu trục. Vào ngày 26 tháng 12, nó rời Norfolk cùng với tàu sân bay hộ tống Mission Bay và Đội khu trục 61 để hộ tống cho Đoàn tàu UGS-28 đi Bắc Phi; rồi từ đây hoạt động như một đội tìm/diệt tại khu vực phụ cận Azores. Vào ngày 31 tháng 12, Lea bị hư hại nặng do va chạm, và nó đã kéo chiếc tàu chị em đến Bermuda. Đến ngày 3 tháng 1 năm 1944, nó được Cherokee và Twiggs thay phiên nhiệm vụ kéo, rồi bắt kịp trở lại đoàn tàu vận tải tại Horta thuộc quần đảo Azores vào ngày 7 tháng 1.
Sau các hoạt động săn tìm tàu ngầm dọc đường đi vận tải, đội của Tarbell về đến Norfolk vào ngày 7 tháng 2, và chiếc tàu khu trục trải qua 10 ngày sửa chữa tại Boston. Sau đó, nó được phân về Lực lượng Không quân của Hạm đội Đại Tây Dương cho các hoạt động huấn luyện đội bay ngoài khơi Provincetown, Massachusetts. Được tách khỏi nhiệm vụ này vào tháng 4, nó hoạt động trong một thời gian hộ tống các tàu sân bay Ranger và Kasaan Bay. Từ đó cho đến tháng 7 năm 1945, nó luân phiên giữa nhiệm vụ hộ tống tàu sân bay và nhiệm vụ tàu mục tiêu huấn luyện cho không lực hải quân. Vào ngày 20 tháng 7 năm 1945, Tarbell được cho ngừng hoạt động tại Philadelphia. Tên nó được rút khỏi danh sách Đăng bạ Hải quân vào ngày 13 tháng 8 năm 1945, và nó bị bán vào ngày 30 tháng 11 năm 1945 cho hãng Boston Metal Salvage Company tại Baltimore, Maryland để tháo dỡ.